# Cecropis striolata
Cecropis striolata (syn: Cecropis daurica striolata ) és un tàxon d'ocell de la família dels hirundínids (Hirundinidae).  Actualment està en desús pel Congrés Ornitològic Internacional i les seves subespècies són considerades, de fet, subespècies de l'oreneta cua-rogenca oriental (Cecropis daurica).
En diverses llengües rep el nom de "oreneta estriada" (Anglès: Striated Swallow. Francès: Hirondelle striolée). Tanmateix, no s'ha de confondre amb l'oreneta estriada (Cecropis abyssinica) (en anglès: Lesser Stripped Swallow).

## Taxonomia
Segons el Handook of the Birds of the World i la quarta versió de la BirdLife International Checklist of the birds of the world (Desembre 2019), aquest tàxon tindria la categoria d'espècie. Tanmateix, altres obres taxonòmiques, com la llista mundial d'ocells del Congrés Ornitològic Internacional (versió 14.2, agost 2024), consideren que les quatre subespècies que l'integren, són, de fet, sub-espècies de l'oreneta cua-rogenca oriental (Cecropis daurica).
El Congrés Ornitològic Internacional, en la seva llista mundial d'ocells (versió 14.2, 2024), promogué una reorganització taxonòmica important del gènere Cecropis. Com a part de la reordenació, el complex d'oreneta cuarogenca (Cecropis daurica)  es va dividir en l'oreneta cua-rogenca europea (Cecropis rufula) l'oreneta cua-rogenca oriental ((Cecropis daurica - stricto sensu)  i l'oreneta cua-rogenca africana (Cecropis melanocrissus). A més, en aquesta darrera si aglutinà l'oreneta de l'Àfrica occidental (Cecropis domicella)  i en la nova espècie oriental s'hi afegiren les quatre subespècies de l'oreneta estriada (Cecropia striolata). Els tàxons es van reordenar en funció principalment de les diferències de morfologia i de divergència genètica.

## Subespècies
- C. s. striolata (Schlegel, 1844). Taiwan, Filipines i illes de la Sonda.
- C. s. mayri (Hall, BP, 1953). Bangladesh, nord-est de l'Índia, nord de Myanmar i sud de la Xina.
- C. s. stanfordi (Mayr, 1941). Est de Myanmar, nord de Tailàndia i Indoxina.
- C. s. vernayi (Kinnear, 1924). Sud de Myanmar i oest de Tailàndia.